# Theaetetus (kráter)

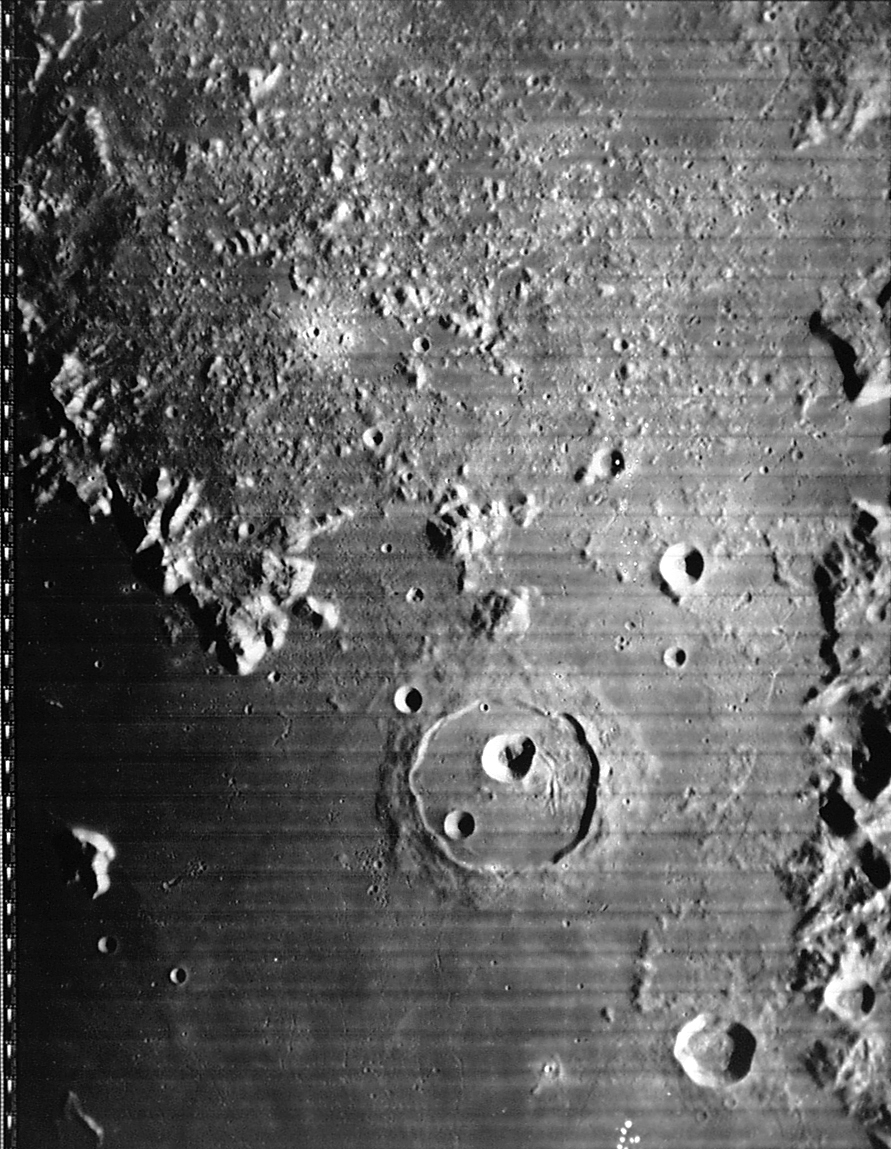
Kráter Theaetetus (v pravém spodním rohu) a okolí

Theaetetus je impaktní kráter nacházející se na východním okraji měsíčního moře Mare Imbrium (Moře dešťů) na přivrácené straně Měsíce. Má průměr 25 km, jeho okrajový val je nepravidelného polygonálního (mnohoúhelníkového) tvaru. Vzhledem ke své velikosti postrádá centrální vrcholek. U Theaeteta byly v minulosti zaznamenány měsíční přechodné jevy.
Jihozápadně leží výrazný kráter Aristillus, severo-severozápadně rovněž větší kráter Cassini. Východně se rozkládá pohoří Montes Caucasus (Kavkaz), jižně se táhne v délce cca 50 km síť brázd Rimae Theaetetus.

## Název
Pojmenován je podle starořeckého matematika a filosofa Theaitéta, přítele Platóna.